# Mont Hiba (Shimane)
Pour les articles homonymes, voir mont Hiba (Hiroshima).
Le mont Hiba (比婆山, Hiba-yama) est une montagne culminant à 331 m d'altitude située sur le territoire de la ville de Yasugi dans la préfecture de Shimane au Japon.
Selon la mythologie japonaise, c'est l'endroit où est enterrée Izanami-no-Mikoto.